# قدسیه سیدی‌علوی
قدسیه سیدی‌علوی (زادهٔ ۱۳۳۰ در مشهد) نمایندهٔ حوزهٔ انتخابیهٔ مشهد در دورهٔ پنجم مجلس شورای اسلامی بوده‌است. وی پیش‌تر در دورهٔ چهارم نیز عضو این مجلس بود.